# Need for Speed Heat
Need for Speed Heat je závodní videohra vyvinutá studiem Ghost Games a publikovaná společností Electronic Arts pro Microsoft Windows, PlayStation 4 a Xbox One. Jedná se již o 29. titul série Need for Speed. Heat je po hrách Need for Speed Rivals, Need for Speed (2015) a Need for Speed Payback již čtvrtým titulem, který vyvíjelo Ghost Games. Hra vyšla 25 let od vydání prvního dílu série. Byla oficiálně představena 14. srpna 2019, přičemž celosvětovou premiéru měla 8. listopadu téhož roku.

## Hratelnost
Hra je zasazena do fiktivního města Palm City, které je inspirováno městem Miami. Jedná se o otevřený svět. Ve hře je mechanizmus střídání dne a noci. Obě části dne se vzájemně liší. Přes den je možné se účastnit veřejných akcí zvaných Speedhunters Showdown, za které lze získat peníze. Přes noc je možné se účastnit nelegálních pouličních závodů, za které lze získat body reputace. Za reputaci se odemykají nové díly pro tuning vozidla, ty je následně možné koupit za peníze. Denní doba se neliší pouze systémem odměn, ale i chováním policistů. Přes den policisté dodržují pravidla, jedná se tak pouze o policejní honičky. Naopak v noci na pořádek dohlíží neústupný poručík Mercer a jeho patrola. Čím častěji se hráč dostává do konfliktu s policií, tím roste hráčův heat level a o to více bude hráč zastavován. Pokud se hráči nepodaří uniknout, musí zaplatit peněžní kompenzaci za zničený majetek. Na mapě jsou umístěna místa, která hráči pomohou ukrýt se před policejními vozy. V noci se odehrává největší část příběhu. Hra mimo jiné nabízí rozmanitý tuning vozů, a to jak po vizuální, tak i po stránce výkonu. Je možná i úprava vzhledu postavy.
Dne 19. srpna 2019 byla představena aplikace pro mobilní telefony s operačním systémem Android a iOS nazvaná Need for Speed Studio, ve které je možné nadesignovat, upravit jakékoli auto a následně ho přidat do hry. Na rozdíl od předchozího dílu hra neobsahuje žádné loot boxy.